# HMS Victory (1737)
El HMS Victory fue un navío de línea británico de 1ª clase botado en 1737. El 5 de octubre de 1744, zorzobró en una tormenta durante su viaje de vuelta a la islas británicas, a 80 kilómetros al sur de Plymouth, perdiendo toda su tripulación de 1100 hombres, en lo que se considera el peor desastre sufrido por la flota británica en aguas del canal de la Mancha.
Una de las causas barajadas para explicar su hundimiento fue que se soltaron sus cañones por la tormenta, la cual, en combinación con su diseño, de costados y amuradas altas, pudiera haber causada demasiada inestabilidad en condiciones extremas.

## Historial
Botado en 1737, en 1740 fue asignado buque insignia del almirante John Norris, comandante de la Flota del Canal y el segundo cargo más alto de la Royal Navy.
En 1744, después de ser restaurado tras un accidente con otro buque, fue asignado buque insignia del almirante John Balchen en su misión de liberar a una escuadra británica, con víveres destinados a Italia, que se encontraba atrapada en el estuario del Tajo por la escuadra francesa de Brest.
Acompañado por una escuadra que incluía los navíos de los vicealmirantes William Martin y James Stewart, con el apoyo de media docena de buques neerlandeses, liberaron al convoy británico en el puerto de Lisboa, lo escoltó a Gibraltar, de donde zarpó para su viaje de vuelta a las islas británicas. 
El 5 de octubre de 1744 acabó zozobrando, con la pérdida de toda su tripulación —1100 hombres— en una tormenta a 80 kilómetros al sur de Plymouth. Aunque se especulaba que también llevaba una valiosa cargamento de oro, los expertos lo descartan. Por otra parte, llevaba a bordo el primer speculum giratorio (o Speculum de Serson), una adaptación de la peonza, inventado por John Serson el año anterior, y que se podía usar para localizar el horizonte cuando la visibilidad no era óptima. El propio Serson también perdió la vida en el naufragio. Los demás navíos y buques de la escuadra comandado por Balchen consiguieron llegar a Portsmouth.
La abadía de Westminster tiene un grupo escultórico, realizado por el escultor flamenco Peter Scheemakers, en conmemoración del desastre.

## Descubrimiento
El 1 de febrero de 2009, Associated Press informó que Odyssey Marine Exploration, con sede en Tampa (Florida, Estados Unidos), afirmaba haber encontrado el pecio en mayo de 2008 y haber recuperado dos de los 100 cañones de bronce. Ubicado en los accesos occidentales ( Western Approaches) entre Inglaterra y Francia, como pecio militar, sigue siendo propiedad del gobierno británico según las leyes de salvamento marítimo. El pecio se encontró "a más de 80 km de donde cualquiera habría pensado que se hundió", según Gregg Stemm, director ejecutivo de Odyssey Marine Exploration, y a 100 m de profundidad, lo que significa que el buque no se había hundido en las Casquets como se suponía, sino que se encontraba aproximadamente a 49°42.5' de latitud norte y 3°33.3' de longitud oeste. El equipo anunció sus hallazgos el 2 de febrero y declaró que estaban negociando con el gobierno británico sobre los restos del naufragio.
El 26 de marzo de 2009, el programa de televisión Treasure Quest, que había seguido al barco Odyssey Explorer de la compañía mientras exploraba varios naufragios, emitió dos horas de imágenes de los primeros hallazgos del Victory por parte del Odyssey Explorer, incluyendo el descubrimiento por parte de la tripulación de un cañón de 42 libras que identificó los restos del Victory. La tripulación recuperó dos cañones, uno de 42 libras y otro de 12 libras, que ahora se exhiben en el Portsmouth Historic Dockyard. En 2011, una empresa de salvamento neerlandesa fue descubierta con un cañón robado ilegalmente del lugar.